# Residencia Vivanco Álzaga
La Residencia Vivanco Álzaga es una antigua residencia de estilo academicista francés en el barrio de San Nicolás, Buenos Aires. Es conocido por haber sido la residencia de miembros las familias Vivanco Álzaga y Achával Vivanco, así como por haber funcionado allí la embajada de Suiza en Argentina y la sede del Registro Civil para la Comuna 1 de esa ciudad.

## Historia
Con la consolidación del modelo agroexportador a fines del siglo XIX, las familias hacendadas de Buenos Aires lograron amasar grandes fortunas. Gracias a ellas imprimieron a esta ciudad de un estilo francés, construyendo residencias de estilo Beaux Arts. Uno de los más destacados arquitectos de Argentina en ese tiempo fue Estanislao Pirovano, autor de la Residencia Vivanco Álzaga.
El matrimonio Vivanco Álzaga estaba formado por Juan Federico Vivanco Moreno, primo hermano del general Benjamín Victorica Vivanco, y Celina de Álzaga Piñeyro, proveniente de una destacada familia porteña, siendo nieta de Martín de Álzaga. Fueron padres de Esther Vivanco de Achával, Hugo Vivanco, Beatriz Vivanco de Achával, y Julia Vivanco de Beguerie.
La construcción de la residencia ocurrió antes de 1913, cuando la familia ya figuraba en guías sociales en aquella dirección. El matrimonio Vivanco Álzaga fue sucedido por la familia de su hija, los Achával Vivanco, quienes fijaron residencia en el palacete. Décadas más tarde, para fines de los años 1960' y principios de los 1970', funcionó allí la embajada Suiza en Argentina.  Más recientemente, y hasta 2018, funcionó en ese edificio la sede del Registro Civil de la Ciudad Autónoma de Buenos Aires de la Comuna 1.

## Estilo
El estilo de la residencia Vivanco Álzaga es marcadamente academicista, dada la simetría de su fachada, el uso de símil piedra París, los balcones afrancesados, y otras características propias de este estilo. Sin embargo, la ausencia de pizarra francesa como remate del todo puede llevar a especialistas a caracterizarlo como de estilo ecléctico.